# لوكاس ألفيس
لوكاس ألفيس (بالبرتغالية: Lucas Alves‏) هو لاعب كرة قدم برازيلي، ولد في 27 مارس 2002.